# 寺谷一紀のまいど!まいど!
『寺谷一紀のまいど！まいど！』（てらたにいちきのまいど まいど）は、2010年4月3日からラジオ関西で放送されているワイド番組である。
土曜朝に放送されていた『羽川英樹の快速急行・神戸発!!』の後番組としてスタートした。パーソナリティは、前番組にも何度か代打出演したことのある寺谷一紀が務めている。

## 出演者

### パーソナリティ
- 寺谷一紀

### アシスタント
- 吉川亜樹（2014年7月 - 2015年3月、2017年10月 - 現在）[1][2][3]

過去
- 藤田瞳（2010年4月 - 2014年6月）[1]
- 中橋舞（2015年4月 - 2017年9月）[2][4]

### レギュラー出演
- アルミカン（月1回）

### コメンテーター
- 大田忠道（第1土曜日）
- 大森保延（第2土曜日）
- 小玉誠三（第3土曜日）
- 宇井景子（第4土曜日）

## 放送時間
いずれも日本標準時。
- 土曜 08:00 - 09:50 （2010年4月3日 - 2011年3月26日）
- 土曜 08:00 - 10:00 （2011年4月2日 - 2015年3月28日） - 『トヨペットナイスミドル応援団』の枠を吸収して10分拡大。
- 金曜 10:00 - 11:45 （2015年4月3日 - 2019年3月29日） - 『こちら、海の見える放送局』金曜第1部の番組として放送[5]。
- 金曜 07:00 - 09:54 （2019年4月5日 - ）

## コーナー
- まいど！いらっしゃい！ようおこし - 各界からのゲストとコメンテーターを交えてのフリートークを展開する。
- 一紀のいろいろ万華鏡
- 防災マッカセナサイ
- 一紀のツーと言えばカー！
- 大森保延のまごころ歳時記（旧コーナー名：大森保延のまごころト〜句） - 辯天宗婦人部総裁の大森保延が俳句を講評する。

過去
- 藤田瞳のハッスル！ペット自慢
- まいまいレポート